# غرغوئية (بزنجان)
غرغوئیة (بالفارسية: گرگوئیه) هي قرية تقع في إيران في قسم بزنجان الريفي. يقدر عدد سكانها بـ 17 نسمة .